# 雷蒙德鎮區 (堪薩斯州賴斯縣)
雷蒙德鎮區（英語：Raymond Township）為美國堪薩斯州賴斯縣轄下的鎮區。2010年美国人口普查中此鎮區人口有153人。

## 地理
雷蒙德鎮區涵蓋總面積為93.1平方（35.93平方英里），其中陸地面積為92.3平方（35.63平方英里），水域面積為0.78平方（0.30平方英里）或0.83%。

## 人口統計
根據2010年美國人口普查，雷蒙德鎮區人口有153人，其中男性有82人，女性有71人，人口密度為每平方公里1.64人，住房計86戶。鎮區內的白人有149人，非裔美國人有0人，美洲原住民有0人，亞裔美國人有0人，太平洋島裔美國人有0人，其他種族有0人，混血種族則有4人。此外鎮區內有5人為西班牙裔或拉丁裔美國人。此鎮區之年齡中位數為50.8歲，而男性年齡中位數為51.3歲，女性年齡中位數為49.5歲。

## 交通

### 主要公路
- 56號美國國道